# 1486
1486. је била проста година.

## Догађаји
- Српски деспот Ђорђе Бранковић добио је титулу од мађарског краља Матија Корвина. Деспот Ђорђе је такође у посед добио градове Купиник (Купиново), Сланкамен и Беркасово у Срему, као и друга места, која су спадала под те градове. Од 1493. године, Ђорђе је делио деспотску титулу са братом Јованом.